# Ersholmen (vid Kaxskäla, Kimitoön)
Ersholmen är en ö i Finland.   Den ligger i kommunen Kimitoön i landskapet Egentliga Finland, i den södra delen av landet, 140 km väster om huvudstaden Helsingfors.